# Hoštejn
Obec Hoštejn (dříve Hoštýn, německy Hochstein, latinsky Altus lapis) se nachází v údolí Moravské Sázavy v okrese Šumperk v Olomouckém kraji, u hranice Pardubického kraje mezi Tatenicí a Kosovem. Leží asi 8 km západně od Zábřehu, asi 13 km východojihovýchodně od Lanškrouna a 16 km severovýchodně od Moravské Třebové. Žije zde 435 obyvatel. Průměrná nadmořská výška vsi je 320-330 m n. m., ale celý poměrně malý katastr v rozsahu 182 hektarů je velmi členitý. Jeho nejnižší partie zaujímá tok řeky Moravské Sázavy, do níž se nedaleko vsi od severu vlévá říčka Březná, která přitéká údolím od Štítů a od letoviska Drozdovská Pila.
Údolím Moravské Sázavy přes obec prochází od roku 1845 železniční trať Česká Třebová – Přerov (původně součást Severní státní dráhy), na které se nachází železniční stanice Hoštejn. Obcí prochází silnice II/315.

## Historie

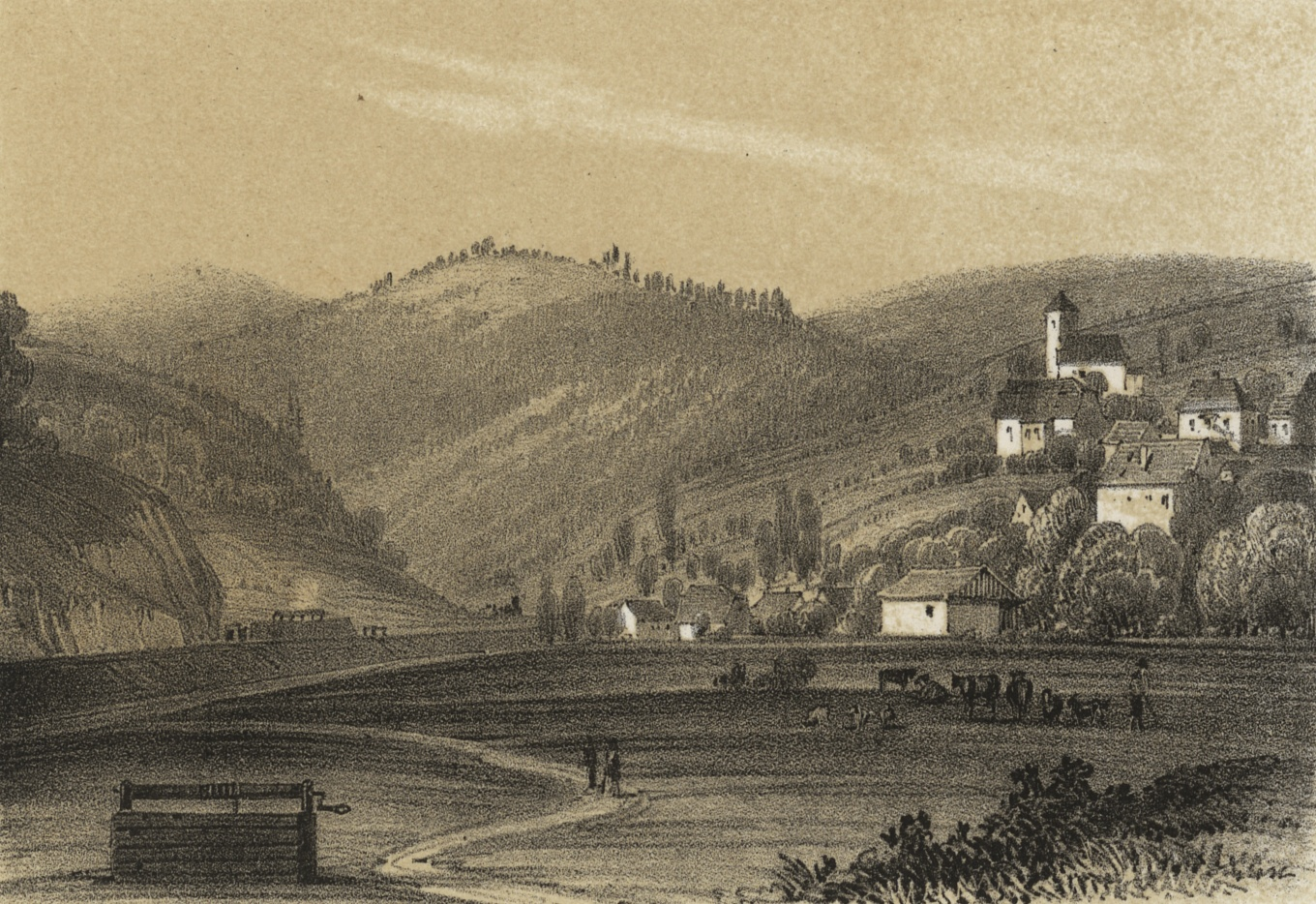
Hoštejn v roce 1845

První písemná zmínka o obci pochází z roku 1287.
Úřední název Hoštejn byl zaveden roku 1925, občas již byl používán od roku 1460.
Varianty jmen, které se v minulosti u jména Hoštejna objevily: latinsky Altus lapis, německy Hohenstein, Hochenstein, Hohstein, Hochstein, Honstein, česky Hochstayn, Hostayn, Hostain, Hostaň, Hostajn, Hoštajn, Hosteyn, Hostein, Hosstein, Hochštajn, Hochštejn (od r.1846), Hoštýn (od r. 1885)
Hoštejn je nesporně jméno německého původu a znamená hrad na vysoké skále (kameni).

## Kulturní památky
V katastru obce jsou evidovány tyto kulturní památky:
- zbytky hradu Hoštejn s valy a památníkem:
  - zbytky hradu s valy – zbytky středověkého hradu, připomínaného v roce 1267
  - památník dokončení dráhy z Olomouce do Prahy – empírový památník ve tvaru obelisku, postaven v letech 1844–1845
- Kříž (u vchodu do kostela) – litinový s kamenným podstavcem z konce 19. století
- Sousoší Nejsvětější Trojice (sz. nad obcí při polní cestě) – empírová kamenická práce z roku 1820

Kulturní památky nechráněné zákonem:
- Kostel sv. Anny – historizující romantická stavba z 19. století